# MOS Technology VIC-II

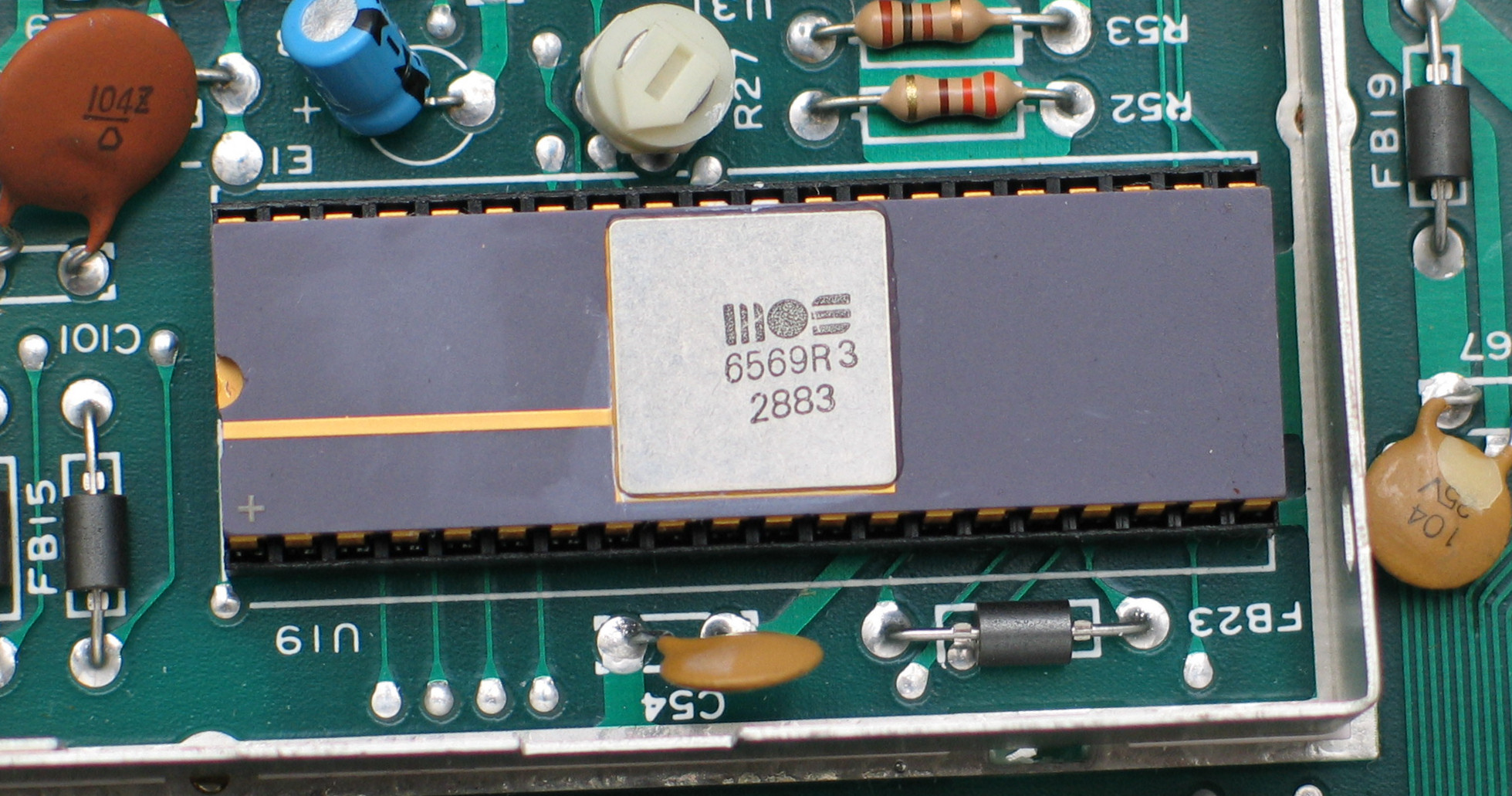
VIC-II (PAL)

Kopplingsschema.

VIC-II, Video Interface Chip II, är ett chip som skapar grafik i den på 80-talet populära hemdatorn Commodore 64 och även den senare Commodore 128. VIC-II var mer avancerad än föregångaren VIC. Mer specifikt är denna krets kallad MOS Technology 6569/8565/8566 för PAL och 6567/8562/8564 för NTSC.
Kretsen är ursprungligen konstruerad av Al Charpentier och Charles Winterble.

## Specifikationer
- 16 kB adresseringsutrymme för skärmar, tecken och spritear (det vill säga att all grafik måste placeras inom samma 16 kB för att VIC-II ska "se" den)
- 320 × 200 pixlars upplösning, 160 × 200 i multicolor-läge
- 40 × 25 teckens textskärm
- 16 färger
- Möjlighet att hantera åtta spritear, där varje sprite kan bestå av 24 × 21 pixlar